# Jupanî, Skole
Jupanî (în ucraineană Жупани) este o comună în raionul Skole, regiunea Liov, Ucraina, formată numai din satul de reședință.

## Demografie
Componența lingvistică a comunei Jupanî
     Ucraineană (99,8%)
     Alte limbi (0,2%)
Conform recensământului din 2001, majoritatea populației comunei Jupanî era vorbitoare de ucraineană (99,8%), existând în minoritate și vorbitori de alte limbi.